# Jean-Charles Prince
Pour les articles homonymes, voir Prince.
Jean-Charles Prince (1804 - 1860) fut le premier évêque de Saint-Hyacinthe. 
Né à Saint-Grégoire, diocèse des Trois-Rivières, le 13 février 1804, il fut ordonné 23 septembre 1826. Il fut de suite nommé chapelain de l'église Saint-Jacques de Montréal, puis en 1831 directeur du Séminaire de Saint-Hyacinthe. En 1840, il était chanoine du chapitre de Montréal. 
Nommé par le pape Grégoire XVI évêque de Martyropolis (de) in partibus, et coadjuteur de Montréal, le 5 juillet 1844, il fut consacré sous ce titre, dans la cathédrale de Montréal, le 25 juillet 1845, par Ignace Bourget, assisté des évêques Gaulin et Turgeon. Le 8 juin 1852, il fut nommé premier évêque titulaire du nouveau diocèse de Saint-Hyacinthe, et prit possession de son évêché le 3 novembre de la même année. 
Il mourut le 5 mai 1860, âgé de 56 ans 2 mois et 22 jours, et fut inhumé dans la chapelle qui servait temporairement de cathédrale. Le Courrier du Canada dans son numéro du 25 mai 1860 a publié sa biographie écrite par M. l'abbé L. Z. Moreau.

## Sources
- Répertoire général du clergé canadien, par ordre chronologique depuis la fondation de la colonie jusqu'à nos jours / par Cyprien Tanguay Montréal : Eusèbe Senécal & fils, imprimeurs-éditeurs, 1893.